# Atopía

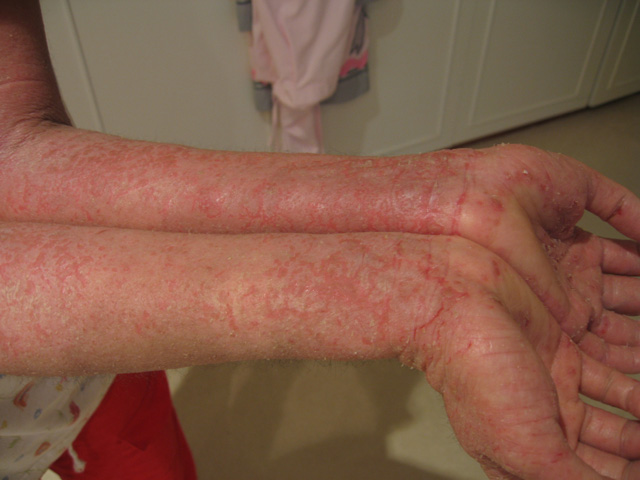
Eczema, una típica manifestación atópica.

En medicina, se emplea el término atopía para referirse al tipo de mecanismo inmunitario que presentan las enfermedades por atopía, las que constituyen un grupo de trastornos alérgicos mediados por el efecto y acción de anticuerpos IgE sobre las células.

## Etimología
El término atopia (del griego a + topos, "sin lugar", "desubicado") fue acuñado por Arthur F. Coca en 1923 para calificar a aquellas enfermedades raras como lo eran la rinitis alérgica, el eccema y el asma. Para Coca, estas enfermedades eran distintas de la anafilaxia y de la alergia. En pocas palabras, son las personas inmunitariamente distintas al resto de la población, refiriéndonos a la parte alérgica del individuo atópico.
El término alergia (del griego allos ergo, reacción alterada) es un concepto más amplio que fue introducido por Von Pirquet en 1906 para designar la respuesta anormal que se producía en determinados animales frente a sustancias concretas (alérgenos) tras una exposición previa.
La atopia en su forma de dermatitis se considera actualmente de dos clases: extrínseca o alérgica, siendo el 75 % de los casos, con alteraciones del nivel de IgE, aumento de IgE específica a alimentos y aeroalergenos y alteraciones del perfil de interlucinas, asociación con asma y rinitis; y la atopia intrínseca, sin los hallazgos anteriores y sin asociación con cuadros nasales ni de vías respiratorias. La forma clínica de las dos es imposible de diferenciar.

## Ejemplos clínicos
Una de las enfermedades que uno puede padecer es la llamada dermatitis atópica, la cual consiste en una inflamación crónica de largo tiempo, con frecuencia con una asociación claramente familiar, que se da en partes del cuerpo que no son comunes, como en la superficie flexora de las articulaciones, planta de los pies o en la palma de la mano. Suele ser parte de la tríada atópica: dermatitis atópica, rinitis atópica y asma.
Cada vez más niños, hasta un 20 % en países occidentales, sufren atopia debido a la exposición temprana a productos alergénicos como perfumes, lana, animales, etc. Aunque el factor determinante es el de una predisposición genética heredada, la alimentación con leche materna durante el primer año disminuye tanto la incidencia como severidad del cuadro, asociándose el gran aumento de la atopia con la disminución de la lactancia materna. Sin embargo, no hay evidencias que sustenten de manera conclusiva esta aseveración.
La atopia puede ser un indicio de una sensibilidad al gluten no celíaca no reconocida ni tratada.
La prevención primaria, evitando la exposición a aeroalérgenos, como caspa humana, caspa animal, polvo de ácaros y polen, es útil en la atopia extrínseca, pero no es tan útil en la atopia intrínseca.[cita requerida]
No existiendo un consenso sobre la naturaleza exacta del cuadro, el manejo se encamina a la supresión de la sintomatología, ya sea respiratoria (rinitis, asma) o dermatológica (dermatitis atópica), y está basado en el tratamiento de la reacción alérgica con antihistamínicos, inmunomoduladores, emolientes, esteroides tópicos suaves y, excepcionalmente por los riesgos de su uso, con esteroides sistémicos.
Los pacientes con dermatitis atópica crónica presentan más riesgo de desarrollar síndrome de adicción a los corticoides tópicos, el cual muchas veces se torna difícil de diferenciar de la dermatitis inicial. Los niños son aún más propensos, por lo que se recomienda precaución extrema a la hora de iniciar un tratamiento prolongado con corticoides tópicos.
El uso de inmunomoduladores como el pimecrolimus y el tacrolimus parece ser prometedor. Preocupantes informes podrían sugerir un riesgo aumentado de neoplasias linfoides con su uso prolongado que llaman a la cautela en su empleo, hasta consolidar mayor información.
En las personas con sensibilidad al gluten no celíaca, la dieta sin gluten produce una mejoría o remisión de los síntomas relacionados, lo que es un indicador de que el gluten es la causa en estos casos.